# Champigneulle
Champigneulle é uma comuna francesa na região administrativa de Grande Leste, no departamento Ardenas. Estende-se por uma área de 7,44 km². Em 2010 a comuna tinha 59 habitantes (densidade: 7,9 hab./km²).